# Comer Voralpen (SOIUSA)
Die Comer Voralpen sind die Untersektion 11.I der SOIUSA-Kategorisierung und gehören zur Sektion Luganer Voralpen. Der höchste Berg ist der Pizzo di Gino, der 2245 m s.l.m. erreicht. Sie liegen in Italien in der Provinz Como und in der Schweiz im Kanton Tessin.

## Grenzen
Sie grenzen:
- im Norden an die Adula-Alpen, begrenzt vom San-Jorio-Pass;
- im Osten an die Bergamasker Voralpen begrenzt vom Comer See;
- im Süden von der Poebene;
- im Westen an die Vareser Voralpen begrenzt vom Monte Ceneri.

## Aufteilung
Nach  SOIUSA wird die Region in 3 Supergruppen und 9 Gruppen aufgeteilt:
- Gino-Camoghè-Fiorina (A)
  - Gruppe Gino (A.1)
  - Gruppe Camoghè-Bar (A.2)
  - Gruppe  Fiorina (A.3)
- Gruppe Tremezzo-Generoso-Gordona (B)
  - Gruppe Tremezzo (B.4)
  - Gruppe  Generoso (B.5)
  - Gruppe Gordona-Bisbino (B.6)
- Palanzone-San Primo-Corni di Canzo (auch Kette Lariano Dreieck) (C)
  - Gruppe Palanzone (C.7)
  - Gruppe San Primo (C.8)
  - Gruppe Corni di Canzo (C.9)

## Wichtigste Gipfel
- Pizzo di Gino – 2.245 m
- Camoghè – 2.226 m
- Gazzirola – 2.116 m
- Monte Bregagno – 2.107 m
- Monte Bar – 1.814 m
- Monte Generoso – 1.701 m
- Monte di Tremezzo – 1.700 m
- Monte Galbiga – 1.698 m
- Monte San Primo – 1.685 m
- Monte Palanzone – 1.436 m
- Corni di Canzo – 1.373 m
- Monte Sasso – 618 m